# Cessange FC
Cessange FC is een Luxemburgse voetbalclub uit Cessange, een stadsdeel van de hoofdstad Luxemburg.

## Geschiedenis
De club werd in 2001 opgericht als FC CeBra 01 na een fusie tussen FC Progères Cessange en FC Bracarense Grund. Het merendeel van de spelers was van Portugese of Kaapverdische afkomst.
Na twee promoties op rij bereikte de club in 2005 als derdeklasser de finale van de beker, die ze met 5-0 verloren van CS Pétange. Dat jaar werd ook de promotie naar de tweede divisie afgedwongen. Daar speelde de club drie seizoenen. Na nog enkele seizoenen derde klasse degradeerde de club in 2014 en 2015 twee keer op rij. In 2017 kon de club weer promotie afdwingen en in 2020 opnieuw. In november 2022 werd beslist om in de terugronde van het lopende seizoen de Portugese naam te wijzigen in Cessange FC.